# Favonius yuasai
Favonius yuasai — вид дневных бабочек из семейства голубянок (Lycaenidae).

## Описание
Длина переднего крыла бабочек 18-20 мм. Самки несколько крупнее самцов. Верхняя сторона крыльев  самцов буро-коричневого цвета. Задние крылья у обоих полов с хвостиком около 3 мм. Окраска верхней стороны крыльев у самки буро-коричневого цвета со светлым размытым пятном на передних крыльях. Иногда эти пятна могут практически отсутствовать. Нижняя сторона крыльев у обоих полов с серым оттенком.

## Ареал
Азиатский вид, чей ареал охватывает территорию полуострова Корея и Японии (острова Хонсю, Кюсю).

## Биология
За год вид развивается в одном поколении. Встречается нечасто. Время лёта в июне-июле. Гусеницы развиваются на дубах секции Cerris: Quercus acutissima и Quercus variabilis.